# ホーナス・ワグナー
“ホーナス”ヨハネス・ピーター・ワグナー （Johannes Peter "Honus" Wagner、1874年2月24日 - 1955年12月6日）は、アメリカ合衆国ペンシルベニア州出身のプロ野球選手（遊撃手）。
「フライング・ダッチマン」の愛称を持ち、史上最高の遊撃手との声も高い。この愛称は、ワグナーがペンシルベニア・ダッチ（ペンシルベニア州のドイツ系移民）の家系出身であることと、同姓の作曲家リヒャルト・ワーグナーのオペラ「さまよえるオランダ人」の英語訳題名に由来している。

## 経歴

### プロ入り前
1874年、ドイツからアメリカへ移住してきた父ピーターと母キャサリンの元に生まれる。9人兄弟だったワグナーは炭坑夫だった父や兄達の仕事を手伝うために、12歳で退学したものの、仕事の休み時間に、空き地で兄弟たちと野球をして遊びながら技術を磨いていった。3歳年上の兄、バッツ・ワグナーと共に1895年にマイナーリーグデビュー。

### プロ入りとカーネルズ時代
2年間のマイナーリーグを経て、1897年にルイビル・カーネルズよりメジャーリーグデビュー。2年目の1898年からレギュラーを獲得し、10本塁打105打点を記録。3年目には打率リーグ10位となる.341、リーグ4位の118打点でカーネルズの中心選手になるも、チームは低迷。翌年からのナショナルリーグチーム削減に備えたオーナーバーニー・ドレイファスはピッツバーグ・パイレーツを買収し、ワグナーや後に殿堂入り投手となるルーブ・ワッデル、選手兼任監督フレッド・クラークなどカーネルズの主力をパイレーツに移籍させ、カーネルズは消滅した。

### パイレーツ時代
パイレーツ1年目となる1900年に才能が開花し、自身初タイトルとなる首位打者をはじめ、最高長打率・最多二塁打・最多三塁打を獲得。前年度7位だったパイレーツを一気に2位に浮上させる立役者となった。1901年は打点王・盗塁王の2冠に輝き、チーム創設20年目にして初のリーグ優勝に導いた。1902年も打点王・盗塁王に加え、得点王になり、チームのリーグ2連覇に大きく貢献した。1903年は2度目となる首位打者を獲得し、リーグ3連覇も達成したが、第1回ワールドシリーズで当時リーグ屈指の投手サイ・ヤング擁するボストン・アメリカンズに打率.222と完全に抑え込まれチームも敗北する。1904年、ワグナーは首位打者・最高出塁率・長打率1位・盗塁王と大活躍するも、チームは4位で4連覇を逃した。1905年にはプロスポーツ選手とスポーツ用品メーカーとの最初の契約例として、ルイヴィル・スラッガーバットの使用を開始する。
1906年は4度目となる首位打者を獲得、1907年は再び首位打者・最高出塁率・長打率1位・盗塁王の大活躍をしたが、黄金期のシカゴ・カブスに敗れリーグ2位に終わる。1908年は前年を上回る活躍を見せ、首位打者・最高出塁率・長打率1位・最多安打・盗塁王を獲得したが、2年連続でカブスに屈しリーグ2位に終わった。1909年もワグナーはリーグ最高の成績となる首位打者・最高出塁率・長打率1位・打点王を獲得し、6年ぶりのリーグ優勝に大きく貢献した。ワールドシリーズではアメリカンリーグで打撃四冠に輝いたタイ・カッブ擁するリーグ3連覇中のデトロイト・タイガースとの対戦になり、ナショナルリーグ最高選手ワグナーとアメリカンリーグ最高選手カッブの対決は大いに注目を集めた。

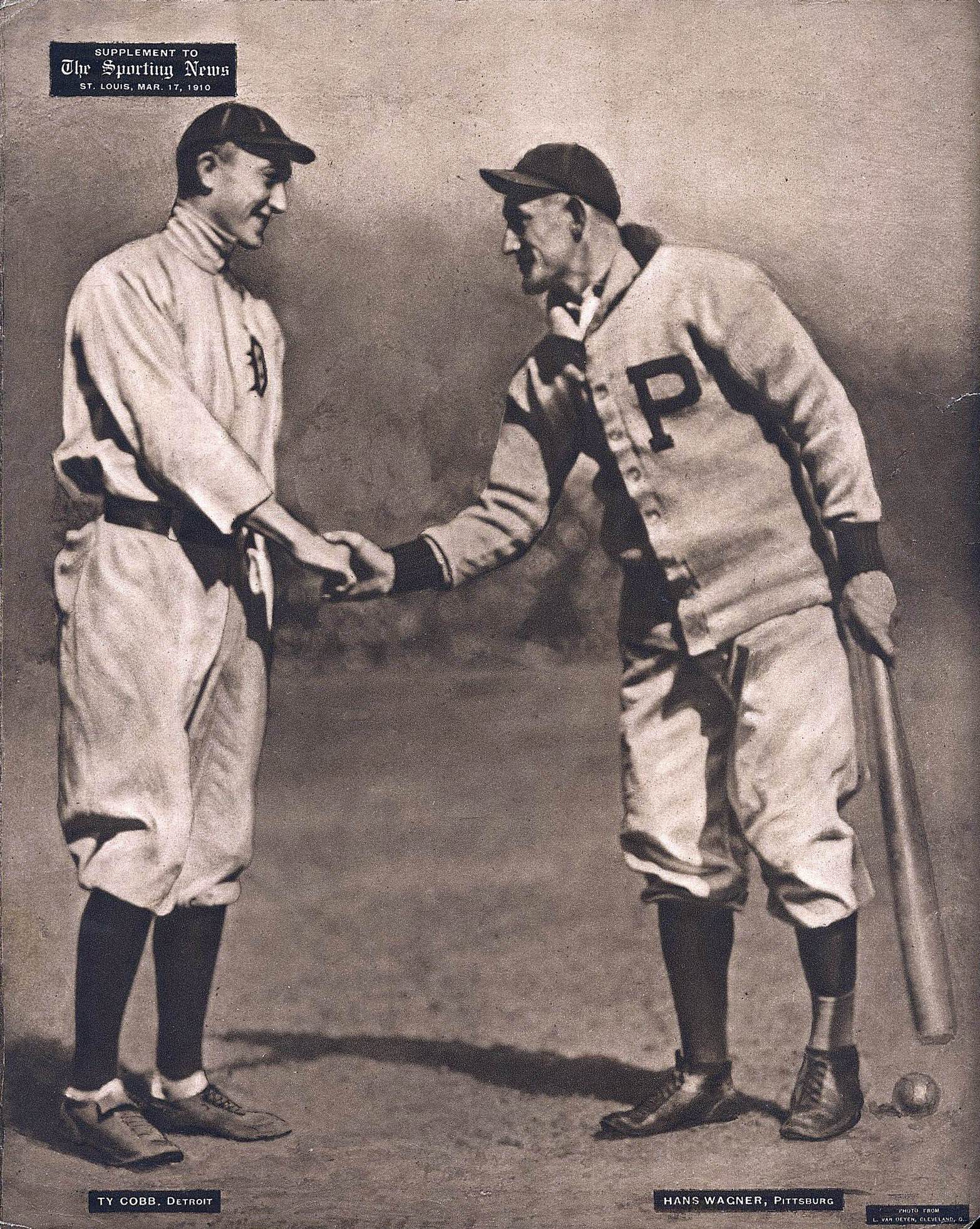
1909年、ワグナー（右）とタイ・カッブ

ワグナーは打率.333、6打点、ワールドシリーズ新記録となる6盗塁を記録し、パイレーツ初の世界一に大きく貢献した。タイガースは最終戦まで食い下がったが最後は力尽き、0－8で敗北。カッブは打率.222とパイレーツに抑え込まれ、快足も活かせず2盗塁に終わった。
1910年は最多安打を獲得、1911年は自身8度目となる首位打者を獲得した。1914年には史上2人目となる3000安打を達成、すでに500盗塁も達成済みだったので史上初の3000安打500盗塁も同時に達成することとなった。40歳を過ぎても攻守に衰えを見せることなくプレーし、1917年に引退した。
首位打者を歴代2位となる8回、打点王を歴代4位タイとなる5回獲得し、盗塁王にも5回輝く。歴代8位の通算3420安打を記録し、遊撃手安打記録として長く維持されてきたが、2014年にデレク・ジーターが更新した。

### 引退後

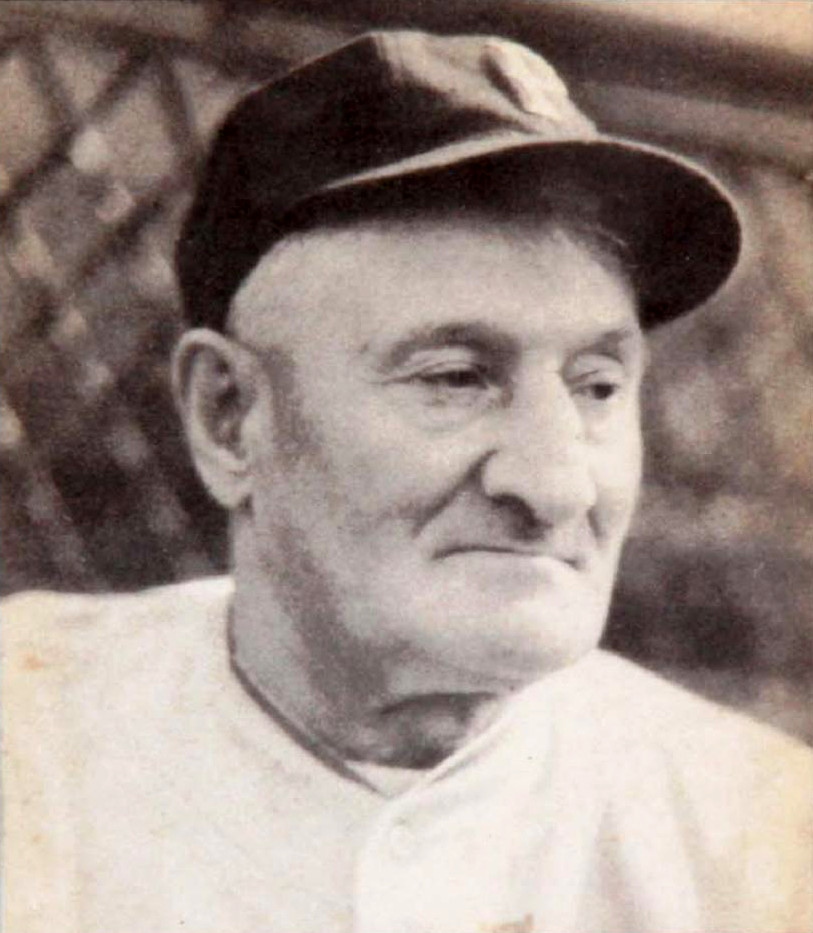
コーチ時代のワグナー（1940年）

引退後は荒んだ生活を送っていたといい、アルコール依存症に陥っていたとされる。これを見かねた古巣パイレーツは1933年にワグナーを打撃コーチとして現場復帰させており、人生の後半は後進の指導に力を注ぐことになった。打撃コーチとしてもワグナーは優れており、後に殿堂入りする選手でアーキー・ヴォーン、ラルフ・カイナー、パイ・トレイナー、ハンク・グリーンバーグを指導している。その一方でコーチ就任後も酒飲みは変わらず、後年ラルフ・カイナーは回顧録でワグナーのはしご酒を振り返り、「（ワグナーは）一つの店で飲んだら、次はまた別の店と渡り鳥のように酒を飲んでいたが、見ていて何とも悲しかった」と記している。

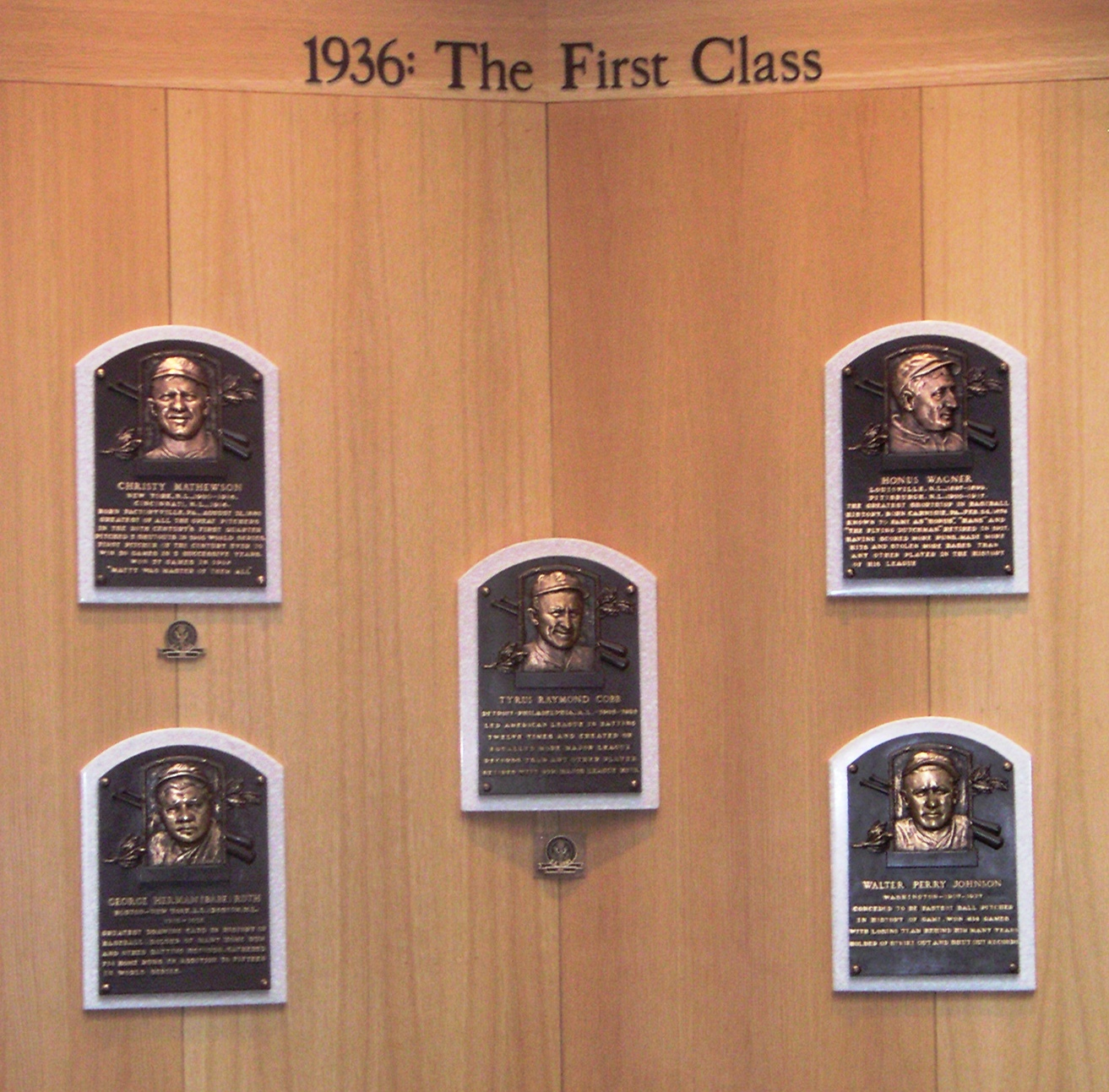
1936年に最初に殿堂入りした5人の選手のレリーフ。クリスティ・マシューソン（左上）、ベーブ・ルース（左下）、タイ・カッブ（中央）、ホーナス・ワグナー（右上）、ウォルター・ジョンソン（右下）

1936年、アメリカ野球殿堂開設時の最初の殿堂入り選手の5人の中の1人となる。

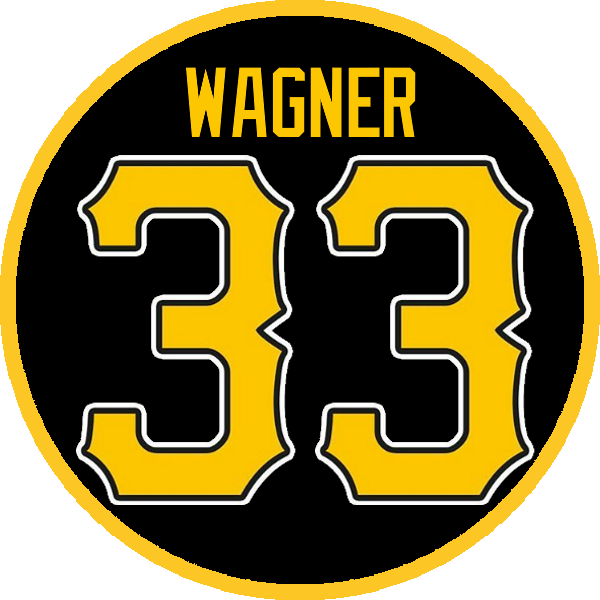
ワグナーのコーチ時代の背番号「33」。
ピッツバーグ・パイレーツの永久欠番に1952年指定。

その後もコーチとして古巣パイレーツに長く携わったが、1951年を最後に高齢のためパイレーツのコーチを退任し、その翌1952年にピッツバーグ・パイレーツで初の永久欠番としてワグナーの背番号『33』が指定された。ワグナーの現役時代は背番号がなく、この背番号はワグナーが打撃コーチとしてパイレーツに現場復帰したときにつけていた背番号である。
コーチを退任した4年後の1955年、ペンシルベニア州カーネギーで死去。81歳の長寿だった。

### 逸話
現役当時のワグナーのベースボールカードがオークション等で高値で取引されることでも有名。これは1909年、あるタバコ会社が自社製品に封入したベースボールカードで、直後に非喫煙者のワグナーが回収・廃棄を命じたために流通数が圧倒的に少ないためである。2007年2月28日には、オークションで235万ドル（約2億8500万円）で売買されており、最も高額で取引されたベースボールカードとしてギネス世界記録に認定された。尚、このカードの出品者即ち前所有者は、ホッケーの殿堂に選出された元プロアイスホッケー選手であると同時に熱烈な野球好き且つベースボールカード蒐集家としても知られるウェイン・グレツキーである。
アメリカのTVドラマ「プリズン・ブレイク」でも、ワグナーのベースボールカード（時価30万ドル）を窃盗して収監される人物が登場する。
また、ある試合で、史上最高の選手と評する人もいるワグナーとの対戦を控え、若い投手が監督に｢ワグナーを抑えるにはどうすればいいでしょう？｣と聞いた。これに対し監督は、 ｢簡単だ。いいか若いの、真ん中に投げて、後はすぐさま神に祈れ｣と返した逸話があり、抑えることの難しい強打者の攻略法の際にしばしばジョークで借用されることがある。

## 詳細情報

### 年度別打撃成績
| 年 度     | 球 団     | 試 合 | 打 席 | 打 数 | 得 点 | 安 打 | 二 塁 打 | 三 塁 打 | 本 塁 打 | 塁 打 | 打 点 | 盗 塁 | 盗 塁 死 | 犠 打 | 犠 飛 | 四 球 | 敬 遠 | 死 球 | 三 振 | 併 殺 打 | 打 率 | 出 塁 率 | 長 打 率 | O P S |
| --------- | --------- | ----- | ----- | ----- | ----- | ----- | -------- | -------- | -------- | ----- | ----- | ----- | -------- | ----- | ----- | ----- | ----- | ----- | ----- | -------- | ----- | -------- | -------- | ----- |
| 1897      | LOU       | 62    | 263   | 242   | 38    | 81    | 18       | 4        | 2        | 113   | 39    | 20    | --       | 5     | --    | 15    | --    | 1     | 14    | --       | .335  | .376     | .467     | .843  |
| 1898      | LOU       | 151   | 635   | 588   | 80    | 176   | 29       | 3        | 10       | 241   | 105   | 27    | --       | 10    | --    | 31    | --    | 6     | 20    | --       | .299  | .341     | .410     | .751  |
| 1899      | LOU       | 148   | 630   | 575   | 100   | 196   | 45       | 13       | 7        | 288   | 114   | 37    | --       | 4     | --    | 40    | --    | 11    | 38    | --       | .341  | .395     | .501     | .895  |
| 1900      | PIT       | 135   | 580   | 527   | 107   | 201   | 45       | 22       | 4        | 302   | 100   | 38    | --       | 4     | --    | 41    | --    | 8     | 17    | --       | .381  | .434     | .573     | 1.007 |
| 1901      | PIT       | 140   | 619   | 549   | 101   | 194   | 37       | 11       | 6        | 271   | 126   | 49    | --       | 10    | --    | 53    | --    | 7     | 39    | --       | .353  | .417     | .494     | .911  |
| 1902      | PIT       | 136   | 599   | 534   | 105   | 176   | 30       | 16       | 3        | 247   | 91    | 42    | --       | 8     | --    | 43    | --    | 14    | 51    | --       | .330  | .394     | .463     | .857  |
| 1903      | PIT       | 129   | 571   | 512   | 97    | 182   | 30       | 19       | 5        | 265   | 101   | 46    | --       | 8     | --    | 44    | --    | 7     | 17    | --       | .355  | .414     | .518     | .931  |
| 1904      | PIT       | 132   | 558   | 490   | 97    | 171   | 44       | 14       | 4        | 255   | 75    | 53    | --       | 5     | --    | 59    | --    | 4     | 44    | --       | .349  | .423     | .520     | .944  |
| 1905      | PIT       | 147   | 616   | 548   | 114   | 199   | 32       | 14       | 6        | 277   | 101   | 57    | --       | 7     | --    | 54    | --    | 7     | 54    | --       | .363  | .427     | .505     | .932  |
| 1906      | PIT       | 142   | 590   | 516   | 103   | 175   | 38       | 9        | 2        | 237   | 71    | 53    | --       | 6     | --    | 58    | --    | 10    | 31    | --       | .339  | .416     | .459     | .875  |
| 1907      | PIT       | 142   | 580   | 515   | 98    | 180   | 38       | 14       | 6        | 264   | 82    | 61    | --       | 14    | --    | 46    | --    | 5     | 39    | --       | .350  | .408     | .513     | .921  |
| 1908      | PIT       | 151   | 641   | 568   | 100   | 201   | 39       | 19       | 10       | 308   | 109   | 53    | --       | 14    | --    | 54    | --    | 5     | 22    | --       | .354  | .415     | .542     | .957  |
| 1909      | PIT       | 137   | 591   | 495   | 92    | 168   | 39       | 10       | 5        | 242   | 100   | 35    | --       | 27    | --    | 66    | --    | 3     | 24    | --       | .339  | .420     | .489     | .909  |
| 1910      | PIT       | 150   | 640   | 556   | 90    | 178   | 34       | 8        | 4        | 240   | 81    | 24    | --       | 20    | --    | 59    | --    | 5     | 47    | --       | .320  | .390     | .432     | .822  |
| 1911      | PIT       | 130   | 558   | 473   | 87    | 158   | 23       | 16       | 9        | 240   | 89    | 20    | --       | 12    | --    | 67    | --    | 6     | 34    | --       | .334  | .423     | .507     | .930  |
| 1912      | PIT       | 145   | 634   | 558   | 91    | 181   | 35       | 20       | 7        | 277   | 102   | 26    | --       | 11    | --    | 59    | --    | 6     | 38    | --       | .324  | .395     | .496     | .891  |
| 1913      | PIT       | 114   | 454   | 413   | 51    | 124   | 18       | 4        | 3        | 159   | 56    | 21    | 11       | 10    | --    | 26    | --    | 5     | 40    | --       | .300  | .349     | .385     | .734  |
| 1914      | PIT       | 150   | 616   | 552   | 60    | 139   | 15       | 9        | 1        | 175   | 50    | 23    | --       | 11    | --    | 51    | --    | 2     | 51    | --       | .252  | .317     | .317     | .634  |
| 1915      | PIT       | 156   | 625   | 566   | 68    | 155   | 32       | 17       | 6        | 239   | 78    | 22    | 15       | 16    | --    | 39    | --    | 4     | 64    | --       | .274  | .325     | .422     | .747  |
| 1916      | PIT       | 123   | 485   | 432   | 45    | 124   | 15       | 9        | 1        | 160   | 39    | 11    | 0        | 10    | --    | 34    | --    | 8     | 36    | --       | .287  | .350     | .370     | .721  |
| 1917      | PIT       | 74    | 263   | 230   | 15    | 61    | 7        | 1        | 0        | 70    | 24    | 5     | --       | 9     | --    | 24    | --    | 1     | 17    | --       | .265  | .337     | .304     | .642  |
| 通算:21年 | 通算:21年 | 2794  | 11748 | 10439 | 1739  | 3420  | 643      | 252      | 101      | 4870  | 1733  | 723   | 26       | 221   | --    | 963   | --    | 125   | 737   | --       | .328  | .391     | .467     | .858  |

### タイトル
- 首位打者: 8回、1900年、1903年、1904年、1906年、1907年、1908年、1909年、1911年
- 打点王: 5回、1901年、1902年、1908年、1909年、1912年
- 盗塁王: 5回、1901年、1902年1904年、1907年、1908年

### 記録
- 最高出塁率：4回
- 長打率1位：6回 (歴代7位)
- OPS1位：8回 (歴代6位)
- 最多安打：2回
- メジャーリーグベースボール・オールセンチュリー・チーム選出（1999年）
- 通算安打数：3420（歴代8位）
- 通算二塁打数：643（歴代9位）
- 通算三塁打数：252（歴代3位）
- 通算盗塁：723（歴代10位）